# Justinus Hendrik Egbert van Nagell
Justinus Hendrik Egbert baron van Nagell (Arnhem, 24 juni 1890 − Zeist, 7 juli 1972) was een Nederlands burgemeester.

## Biografie
Van Nagell was een telg uit het oud-adellijke geslacht Van Nagell en een zoon van mr. Alexander Adriaan baron van Nagell (1859-1921) en Louise Marie Clémence barones van Zuijlen van Nievelt (1858-1947), laatste van haar geslacht. Hij trouwde in 1915 met Jacqueline Pauline barones Creutz (1892-1968), telg uit het geslacht Creutz en dochter van Stephan Alexander Ferdinand baron Creutz (1869-1922), wethouder van Rozendaal, uit welk huwelijk een dochter werd geboren. In 1923 trouwde hij met Eva van Tienhoven (1898-1969), telg uit het geslacht Van Tienhoven, uit welk huwelijk ook een dochter werd geboren: Aurelie Louise barones van Nagell (1925-2019), laatste telg van het Nederlandse geslacht Van Nagell.
Van Nagell werd in 1932 burgemeester van Waardenburg hetgeen hij bleef tot zijn benoeming in 1936 tot burgemeester van Doorn; dit laatste ambt zou hij bijna 20 jaar bekleden, tot 1955. Hij was lid van de Vereniging tot Behoud van Natuurmonumenten in welke hoedanigheid hij zich heeft ingezet voor het natuurgebied de Kaapse Bossen. Hij was voorzitter/directeur van de Nederlandse Kastelenstichting. Vanaf 1950 werd hij conservator/intendant van Huis Doorn, de voormalige woning van keizer Wilhelm II sinds 1918 dat in 1950 voor het publiek werd opengesteld. Hij had bovendien de ex-keizer persoonlijk gekend en diens 80e verjaardag in 1939 bijgewoond (hij was voorzitter van het ten dien einde opgerichte huldigingscomié), mede als burgemeester van Doorn; zo bracht hij in 1940 het aanbod aan hem over van de Britse regering om hem naar Engeland over te brengen, een aanbod waar de ex-keizer niet op inging. In die laatste hoedanigheid maakte hij ook mee dat ingevolge een verdrag tussen Nederland en West-Duitsland een deel van de goederen van de voormalige keizer vanuit Huis Doorn terugkeerde naar Duitsland in 1964. Hij zette zich ook in voor het woon- en werkcentrum van de Bond van Nederlandse Militaire Oorlogsslachtoffers in zijn gemeente Doorn, welke bond hem het Grootkruis van verdienste verleende. Het echtpaar Van Nagell was aanwezig bij de begrafenis van prinses Wilhelmina en genodigde bij het huwelijk van prinses Beatrix en prins Claus.
Van Nagell was vanaf 1 juli 1955, na zijn burgemeesterschap, kamerheer in buitengewone dienst van koningin Juliana in welke functie hij de koningin of koninklijke gasten geregeld begeleidde dan wel vertegenwoordigde bij publieke gelegenheden. Voorts was hij ereridder van de Johanniter Orde en sinds 1950 commandeur van de Ridderlijke Duitsche Orde, Balije van Utrecht waarvan hij sinds 1940 tweede kapittelridder was. Hij was sinds de lintjesregen van 1960  Officier in de Orde van Oranje-Nassau.
J.H.E. baron van Nagell overleed in 1972 op 82-jarige leeftijd.